# Neuötting
Neuötting er en by i Landkreis Altötting i Oberbayern i den tyske delstat Bayern. Den ligger ved floden Inn, to kilometer nord for valfartsbyen Altötting, omkring 70 km nord for Salzburg, 80 km sydvest for Passau og knap 100 km øst for München.

## Inddeling af byen
Udenom det gamle bycentrum ligger forstæderne St. Sebastian, St. Anna Fischervorstadt. De øst for byen liggende landsbyer i den tidligere kommune Alzgern blev i 1971 indlemmet i Neuötting. Hertil hører Alzgern, Jaubing, Mitterhausen, Mittling', Schwepfing og Untereschelbach.